# Sakurai, Nara
Sakurai (japanska: 桜井市?, Sakurai-shi) är en stad i Nara prefektur i Japan. Staden fick stadsrättigheter 1956.